# Nils-Erik Nilsson
Nils-Erik Nilsson, född 13 februari 1953 i Getinge församling, Hallands län, är en svensk konstnär.
Nilsson arbetade tidigare som ekonom, men är sedan 1995 företrädesvis verksam som konstnär. Sedan 2003 har han fokuserat på stadsmotiv. Målningarna avbildar svenska orter som tidigare innehaft stadsrättigheter och har bland annat sålts som vykort.